# Для пользы дела
«Для по́льзы де́ла» — рассказ русского писателя Александра Солженицына, написанный весной 1963 года и опубликованный в том же году журналом «Новый мир». Сюжет основан на реально произошедшем в Рязани случае, когда у студентов техникума отобрали построенное их руками здание.

## Сюжет
Действие рассказа происходит в конце 1950-х годов в Рязани. Заканчиваются летние каникулы, и студенты электронного техникума с трепетом ожидают переезда в новое просторное здание с общежитием, которое возводилось в течение семи лет при их непосредственном участии — вместе с преподавателями они безвозмездно посвящали строительству все выходные. Старое тесное здание уже давно не отвечает требованиям техникума, а из-за отсутствия общежития иногородним до сего момента приходилось жить на частных квартирах у посторонних людей. Учебный год начнётся уже через два дня, и переезжать нужно срочно, однако директор Фёдор Михеевич с горечью сообщает, что из-за некоторых недоделок придётся немного подождать. Из-за бюрократических проволочек сдача объекта, судя по всему, откладывается до сентября.
Во второй половине того же дня в техникум неожиданно приезжает комиссия из Москвы во главе с Хабалыгиным, директором завода релейных приборов, который курировал строительство нового учебного комплекса. Фёдор Михеевич надеется, что они приехали посмотреть недостроенный объект и ускорить сдачу его в эксплуатацию с перечнем недоделок, но комиссию больше интересует старое здание, и после небольшой экскурсии они сообщают шокирующее известие — новая постройка будет отдана запланированному в этом городе научно-исследовательскому институту, а техникуму придётся подождать ещё несколько лет — так надо «для пользы дела». Возмущённый и растерянный директор идёт на приём к секретарю горкома Грачикову, своему фронтовому товарищу. Переделка почти готового здания техникума в институт потребует огромных средств, решение выглядит глупым, поэтому принципиальный Грачиков соглашается помочь приятелю — вместе они собираются обратиться к первому секретарю обкома Кнорозову. Тем временем недовольство среди студентов растёт, появляются предложения написать коллективную жалобу в министерство или даже устроить забастовку. Все негодуют и ждут официальных объяснений.
Жёсткий и волевой Кнорозов непреклонен, он гордится тем, что, как Сталин, не меняет решений и считает, что репутация города будет выше, если здесь появится НИИ. Выясняется также, что запланированный институт намерен возглавить Хабалыгин — он рассматривает этот переход как повышение и поэтому не возражал вчерашней комиссии. Грачиков требует от Кнорозова содействия, поскольку в деле строительства коммунизма доверие студентов гораздо важнее, чем основанный на обмане престиж. В конце концов секретарь обкома идёт на компромисс, соглашается отдать техникуму соседнее только что начатое здание общежития, предлагая переделать его в техникум. Это решение выглядит ещё более безумным, ведь маленькие жилые комнаты придётся переоборудовать в учебные аудитории, потребуется усиление перекрытия для установки станков, а это повлечёт за собой полную переделку первого этажа и прочие внушительные затраты. Рассказ заканчивается встречей Фёдора Михеевича и Хабалыгина на строящемся объекте, последний руководит установкой забора и нечестным способом прибавляет к институту часть территории соседнего техникума.

## Создание и публикация
С июля 1957 года Солженицын жил в Рязани, где работал учителем физики и астрономии в средней школе № 2. По словам Александра Твардовского, в 1963 году он оставил преподавание и сообщил о желании написать повесть о молодёжи, с которой активно взаимодействовал все последние годы. 15 апреля писатель уехал в Солотчу — посёлок в двадцати километрах к северо-востоку от города, поселился в девятом номере гостиницы «Загородная», расположенной в кельях бывшего женского монастыря, и там начал рассказ «Для пользы дела». Рассказ основан на реальных событиях, и многие персонажи имеют прототип. Например, образ Кнорозова срисован с настоящего первого секретаря рязанского обкома Алексея Ларионова, который возвысился с помощью безумной аферы и после разоблачения таинственно ушёл из жизни. Директор техникума и директор завода — реальные лица, прототип Грачикова — учитель рязанской школы, где работал автор.
Из Солотчи 17 мая Солженицын направил рукопись в «Новый мир». Редакция отнеслась к рассказу одобрительно, так, Твардовский 28 мая записал в своей рабочей тетради: «Новый рассказ Солженицына — сила. Того, что там на 1½ листах, хватило бы на „острый, проблемный“ роман типа Г. Николаевой». Несмотря на это, рукопись подверглась некоторой цензуре, в частности, был удалён отрывок, где один из студентов призывает товарищей начать забастовку. После произошедших годом ранее новочеркасских событий слово «забастовка» было запрещено в советской печати, удалялось из всех публикаций, в том числе из данного рассказа. Автор был возмущён сделанными изменениями: «До того уж почувствовал журнал свои права на меня, что летом, пока я был в отъезде, без моего ведома уступил цензуре несколько острых выражений. Вернувшись, я упрекнул их горько».
«Для пользы дела» опубликовали в седьмом номере «Нового мира» на страницах 58—90, общий тираж номера составил 120 750 экземпляров. После публикации Солженицын подарил библиотеке рязанского политехникума этот номер «Нового мира» со своим автографом, однако в 1970-х годах, во время гонений на писателя, из подаренного журнала страницы с рассказом по указанию КГБ были вырваны.

## Отзывы
После публикации рассказ стал большим общественным событием и, как отмечал сам автор, «по близости к привычной советской тематике вызвал непропорционально большой поток читательских писем и некоторую дискуссию в прессе». Противостояние между сталинистом секретарём обкома Кнорозовым и прогрессистом секретарём горкома Грачиковым продолжилось на страницах журналов и газет, слова положительного героя «не в камнях, а в людях надо коммунизм строить» импонировали большинству интеллигенции, которую в то время Солженицын ещё не называл «образованщиной». По мнению Варлама Шаламова, главное в рассказе — это глубоко педагогическая мысль, что ложь перед молодёжью трижды большее преступление. Шаламов похвалил также удачно найденное название рассказа и его многогранность: «Эта очень тонкая работа, по существу, своеобразное отражение вовсе других не равнозначащих событий, авторский ответ на вопросы, которые вовсе не исчерпываются содержанием рассказа».
С резкой критикой рассказа выступил на страницах «Литературной газеты» заместитель главного редактора Юрий Барабаш, обвинив автора в попытке «решать сложнейшие идейно-нравственные проблемы, судить о людях и их поступках вне реальных жизненных связей, оперируя абстрактными, не наполненными конкретным социальным содержанием категориями». С этим мнением не согласился писатель Даниил Гранин, напечатавший в той же газете ответную статью под заголовком «Прав ли критик?». «Новый мир» в десятом номере на страницах 193—198 поместил подборку читательских писем в защиту Солженицына, затем редакция журнала настояла на публикации в «Литературной газете» своего усовещающего письма.
Сам автор отзывался о своём произведении тоже весьма критически, называя его проходным и неглубоким. «Противный осадок остался у меня от напечатания этого рассказа, хотя при нашей всеобщей запретности даже он вызвал немало возбуждённых и публичных откликов. В этом рассказе я начал сползать со своей позиции, появились струйки приспособления». Те же мысли он позднее высказал в письме читателю Семёнову: «Рассказ этот менее значителен, чем предыдущие, мельче их».

## Память
В 2003 году в рязанском электронном колледже, прототипе описанного учебного заведения, открылся литературный музей, посвящённый рассказу «Для пользы дела», где были выставлены фотоснимки, пишущая машинка «Колибри» и другие личные вещи писателя. Солженицын не смог приехать на открытие музея из-за болезни, но прислал благодарственное письмо и книгу с автографом. Кроме того, на фасаде колледжа была установлена мемориальная доска: «В этом здании с февраля по апрель 1963 года собирал материалы к рассказу „Для пользы дела“ русский писатель, лауреат Нобелевской премии, почётный гражданин Рязани Александр Исаевич Солженицын».